# Farbfilme der Metro-Goldwyn-Mayer in Technicolor
Die Liste der Farbfilme der Metro-Goldwyn-Mayer in Technicolor führt alle abendfüllenden Spielfilme der US-amerikanischen Filmproduktionsgesellschaft Metro-Goldwyn-Mayer auf, deren
Farbaufnahmen von Technicolor stammen.

## Filmliste
- 1934: The Cat and the Fiddle
- 1938: Sweethearts
- 1939: Tanz auf dem Eis (The Ice Follies of 1939)
- 1939: Der Zauberer von Oz (The Wizard of Oz)
- 1939: Die Frauen (The Women)
- 1940: Nord-West Passage (Northwest Passage)
- 1940: Bitter Sweet
- 1941: Der letzte Bandit (Billy the Kid)
- 1941: Blüten im Staub (Blossoms in the Dust)
- 1941: Smilin’ Through
- 1943: Du Barry Was a Lady
- 1943: Best Foot Forward
- 1943: Salute to the Marines
- 1943: Nacht der tausend Sterne (Thousands Cheer)
- 1943: Heimweh (Lassie Come Home)
- 1944: Broadway Rhythm
- 1944: Badende Venus (Bathing Beauty)
- 1944: Kismet (Kismet)
- 1944: An American Romance
- 1944: Meet Me in St. Louis
- 1944: Kleines Mädchen, großes Herz (National Velvet)
- 1945: Das Bildnis des Dorian Gray (The Picture of Dorian Gray)
- 1945: Son of Lassie
- 1945: Flitterwochen zu dritt (Thrill of a Romance)
- 1945: Urlaub in Hollywood (Anchors Aweigh)
- 1945: Broadway Melodie 1950 (Ziegfeld Follies)
- 1945: Yolanda and the Thief
- 1946: The Harvey Girls
- 1946: Eine Falle für die Braut (Easy to Wed)
- 1946: Lassie – Held auf vier Pfoten (Courage of Lassie)
- 1946: Ball in der Botschaft (Holiday in Mexico)
- 1946: Till the Clouds Roll By
- 1946: Die Wildnis ruft (The Yearling)
- 1947: Mexikanische Nächte (Fiesta)
- 1947: The Unfinished Dance
- 1947: Bezaubernde Lippen (This Time for Keeps)
- 1947: Good News
- 1948: Drei kleine Biester (Three Daring Daughters)
- 1948: Der Pirat (The Pirate)
- 1948: Summer Holiday
- 1948: Auf einer Insel mit Dir (On an Island with You)
- 1948: Osterspaziergang (Easter Parade)
- 1948: Wirbel um Judy (A Date with Judy)
- 1948: Liebe an Bord (Luxury Liner)
- 1948: Die drei Musketiere (The Three Musketeers)
- 1948: The Kissing Bandit
- 1948: Lassies Heimat (Hills of Home)
- 1948: Words and Music
- 1949: The Sun Comes Up
- 1949: Take Me Out to the Ball Game
- 1949: Kleine tapfere Jo (Little Women)
- 1949: Der geheime Garten (The Secret Garden)
- 1949: Die Tänzer vom Broadway (The Barkleys of Broadway)
- 1949: Neptuns Tochter (Neptune’s Daughter)
- 1949: In the Good Old Summertime
- 1949: Kuß um Mitternacht (That Midnight Kiss)
- 1949: Lassie in Not (Challenge to Lassie)
- 1949: Das Schicksal der Irene Forsyte (That Forsyte Woman)
- 1949: Heut’ gehn wir bummeln (On the Town)
- 1950: Blutiger Staub (The Outriders)
- 1950: Nancy geht nach Rio (Nancy Goes to Rio)
- 1950: Duell in der Manege (Annie Get Your Gun)
- 1950: The Happy Years
- 1950: Drei kleine Worte (Three Little Words)
- 1950: Die Venus verliebt sich (Duchess of Idaho)
- 1950: Der Fischer von Louisiana (The Toast of New Orleans)
- 1950: Summer Stock
- 1950: König Salomons Diamanten (King Solomon’s Mines)
- 1950: Einmal eine Dame sein (Two Weeks with Love)
- 1950: Kim – Geheimdienst in Indien (Kim)
- 1950: Pagan Love Song
- 1951: Tal der Rache (Vengeance Valley)
- 1951: Mr. Imperium
- 1951: Königliche Hochzeit (Royal Wedding)
- 1951: Lassie und die Goldgräber (The Painted Hills)
- 1951: Der große Caruso (The Great Caruso)
- 1951: Gib Gas, Joe! (Excuse My Dust)
- 1951: Reich, jung und hübsch (Rich, Young and Pretty)
- 1951: Mississippi-Melodie (Show Boat)
- 1951: Colorado (Across the Wide Missouri)
- 1951: Ein Amerikaner in Paris (An American in Paris)
- 1951: Karneval in Texas (Texas Carnival)
- 1951: Quo vadis? (Quo Vadis)
- 1952: The Belle of New York
- 1952: Du sollst mein Glücksstern sein (Singin’ in the Rain)
- 1952: Scaramouche, der galante Marquis (Scaramouche)
- 1952: Mädels ahoi (Skirts Ahoy!)
- 1952: Männer machen Mode (Lovely to Look At)
- 1952: Ivanhoe – Der schwarze Ritter (Ivanhoe)
- 1952: Die lustige Witwe (The Merry Widow)
- 1952: Mein Herz singt nur für Dich (Because You’re Mine)
- 1952: Everything I Have Is Yours
- 1952: Im Schatten der Krone (The Prisoner of Zenda)
- 1952: Schiff ohne Heimat (Plymouth Adventure)
- 1952: Die goldene Nixe (Million Dollar Mermaid)
- 1953: Nackte Gewalt (The Naked Spur)
- 1953: War es die große Liebe? (The Story of Three Lovers)
- 1953: Lili (Lili)
- 1953: I Love Melvin
- 1953: Small Town Girl
- 1953: Sombrero (Sombrero)
- 1953: Scandal at Scourie
- 1953: Die Thronfolgerin (Young Besse)
- 1953: Die Wasserprinzessin (Dangerous When Wet)
- 1953: Vorhang auf! (The Band Wagon)
- 1953: Serenade in Rio (Latin Lovers)
- 1953: Mogambo (Mogambo)
- 1953: Herzen im Fieber (Torch Song)
- 1953: Du bist so leicht zu lieben (Easy to Love)
- 1953: Give a Girl a Break
- 1953: Die schwarze Perle (All the Brothers Were Valiant)
- 1953: Saadia (Saadia)
- 1954: Symphonie des Herzens (Rhapsody)
- 1954: Flammende Sinne (Flame and the Flesh)
- 1954: Damals in Paris (The Last Time I Saw Paris)
- 1956: Einladung zum Tanz (Invitation to the Dance)